# Autoroute M3 (Grande-Bretagne)
Pour les articles homonymes, voir M3.
L'autoroute M3 est une autoroute du Royaume-Uni, construite entre 1972 et 1995. Elle a une longueur de 94,3 km, et elle est une des routes importantes pour les véhicules sur la côte du sud. Elle commence à Londres avec six voies de circulation et passe par les villes de Staines, Camberley et Basingstoke. A dix kilomètres au sud-ouest de Basingstoke il y a la jonction avec la route A303 (à Andover) et, jusqu'à Winchester, l'autoroute M3 n'a plus que quatre voies de circulation. À Winchester, l'autoroute a une jonction avec la route A34 (à Newbury) et elle a de nouveaux six voies de circulation. Elle se termine à sa jonction avec l'autoroute M27, à six kilomètres au nord du centre-ville de Southampton.